# L'amor troba apartament
L'amor troba apartament (originalment en anglès Love Gets a Room; en castellà El amor en su lugar) és una pel·lícula de drama musical del 2021 dirigida per Rodrigo Cortés. Ambientada al gueto de Varsòvia, és protagonitzada per Clara Rugaard i Ferdia Walsh-Peelo. S'ha doblat al català per a TV3; anteriorment també s'ha subtitulat en aquesta llengua.

## Trama
Ambientada al gueto de Varsòvia durant la Segona Guerra Mundial, la ficció se centra en un grup d'artistes jueus que interpreten una obra de teatre musical.

## Repartiment
- Clara Rugaard: Stefcia[5][6]
- Ferdia Walsh-Peelo: Edmund[7][6]
- Mark Ryder: Patryk[6]
- Valentina Bellè: Ada[6]
- Jack Roth: Jozek[7][6]
- Freya Parks: Niusia[7][6]
- Anastasia Hille: Irena[6]
- Magnus Krepper: Sergeant Szkop[7][6]
- Henry Goodman: Zylberman[6]
- Dalit Streett Tejeda: Sarah[6]

## Producció
El guió va ser escrit per David Safier i Rodrigo Cortés. Nostromo Pictures' Adrián Guerra and Núria Valls were credited as producers. La pel·lícula va ser produïda per Nostromo Pictures juntament amb Love Gets a Room AIE amb la col·laboració de el Departament de Cultura de la Generalitat de Catalunya i la participació de TVC i Crea SGR.

## Estrena
La pel·lícula va fer la seva estrena mundial al 18è Festival de Cinema Europeu de Sevilla (SEFF) el novembre de 2021. Distributed by A Contracorriente Films, L'amor en el seu lloc es va estrenar a les sales d'Espanya el 3 de desembre de 2021. Lionsgate s'encarregà de l'estrena internacional.

## Recepció
En la ressenya de Fotogramas, Blai Morell va donar a la pel·lícula 4 estrelles sobre 5, destacant la "virtuositat" de la seva posada en escena i les composicions musicals de Víctor Reyes, alhora que va assenyalar que hi havia algun intèrpret que no estava a l'alçada.
Raquel Hernández Luján de HobbyConsolas ha donat a la pel·lícula 80 punts sobre 100, considerant que és una classe magistral de cinema de Cortés, "emocionant i captivadora" tant pel que fa a la posada en escena com a la seva honestedat, elogiant el disseny de la producció i la direcció dels actors, alhora que va assenyalar que hi va haver alguns moments repetitius i un excés d'abús de la partitura musical.
Oti Rodríguez Marchante d' ABC la va valorar positivament amb una valoració de 4 sobre 5.
En una ressenya a El Periódico de Catalunya, Beatriz Martínez ha valorat la pel·lícula amb 4 sobre 5 estrelles, considerant que, en aquesta pel·lícula, el virtuosisme de Cortés es posava al servei d'alguna cosa més que un simple exercici estilístic.

## Premis i nominacions
| Any  | Premi                  | Categoria                    | Nominat                      | Resultat  | Ref    |
| ---- | ---------------------- | ---------------------------- | ---------------------------- | --------- | ------ |
| 2022 | IX Premis Feroz        | Millor direcció              | Rodrigo Cortés               | Guanyador | [ 15 ] |
| 2022 | IX Premis Feroz        | Millor guió                  | David Safier, Rodrigo Cortés | Nominat   | [ 15 ] |
| 2022 | IX Premis Feroz        | Millor música original       | Víctor Reyes                 | Nominat   | [ 15 ] |
| 2022 | 77nes Medalles del CEC | Millor pel·lícula            | Millor pel·lícula            | Guanyador | [ 16 ] |
| 2022 | 77nes Medalles del CEC | Millor director              | Rodrigo Cortés               | Guanyador | [ 16 ] |
| 2022 | 77nes Medalles del CEC | Millor actriu                | Clara Rugaard                | Nominat   | [ 16 ] |
| 2022 | 77nes Medalles del CEC | Millor guió original         | Rodrigo Cortés, David Safier | Guanyador | [ 16 ] |
| 2022 | 77nes Medalles del CEC | Millor fotografia            | Rafael García                | Guanyador | [ 16 ] |
| 2022 | 77nes Medalles del CEC | Millor edició                | Rodrigo Cortés               | Guanyador | [ 16 ] |
| 2022 | 77nes Medalles del CEC | Millor banda sonora          | Víctor Reyes                 | Guanyador | [ 16 ] |
| 2022 | XXXVI Premis Goya      | Millor vestuari              | Alberto Valcárcel            | Nominat   | [ 17 ] |
| 2022 | XXXVI Premis Goya      | Millor direcció de producció | Óscar Vigiola                | Nominat   | [ 17 ] |
| 2022 | Premis Gaudí de 2022   | Millor direcció artística    | Laia Colet                   | Nominat   | [ 18 ] |
| 2022 | Premis Gaudí de 2022   | Millor vestuari              | Alberto Valcárcel            | Nominat   | [ 18 ] |